# Kościół bł. Karoliny Kózkówny w Kaczorowie
Kościół bł. Karoliny Kózkówny w Kaczorowie – kościół rzymskokatolicki w Kaczorowie, województwo dolnośląskie.
Kościół murowany, wzmiankowany w 1311 r. Przebudowany w XVIII w., restaurowany w 1965 r. i 1993 r., malowany w 1999 r.
Kościół powstał w 1904 r.
Budowla na planie prostokąta z czterospadowym dachem. Kościół posiada nietypową asymetryczną wieżą na planie kwadratu z charakterystycznym hełmem. W przyziemiu wieży jedno z wejść do kościoła. Obecnie pełni funkcję kościoła pomocniczego.